# Andrzej Błachaniecpark
Het Andrzej Błachaniecpark (Pools: Park im. Andrzeja Błachaṅca) is een park in de Poolse stad Zgorzelec. Het park is een onderdeel van het Brückenpark, een door de Europese Unie gefinancierd project waarin vier bestaande parken in Zgorzelec en de Duitse buurstad Görlitz zijn opgenomen. De parken liggen aan weerszijden van de grensrivier de Neisse.
In het park ligt het monumentale gebouw Dom Kultury. Het park beschikt verder over onder andere een fontein, een houten brug met vlonders over een grote vijver. Midden op deze brug bevindt zich een paviljoen.  Daarnaast beschikt het park over een amfitheater, een rotstuin, een tuin met vaste planten, hondenspeelterrein en meerdere speelplaatsen. Tot 1945 beschikte het park ook over een rosarium op een terras. Vanaf het rosarium had men vrij zicht op de 420 meter hoge stadsberg van Görlitz, de Landeskrone Het park wordt aan de zuidkant begrensd door het Neisseviaduct. Aan de noordkant gaat het park over in het groene Vader Jerzy Popieluszkoplein, het Uferpark en wordt het park begrensd door sportvelden.
Het park in het voorheen oostelijke stadsdeel van het Duitse Görlitz werd aan het eind van de negentiende eeuw aangelegd als Volkspark en werd later het Georg Snaypark genoemd. Sinds 1945 ligt het park in Polen en kreeg het de huidige naam.

## Afbeeldingen

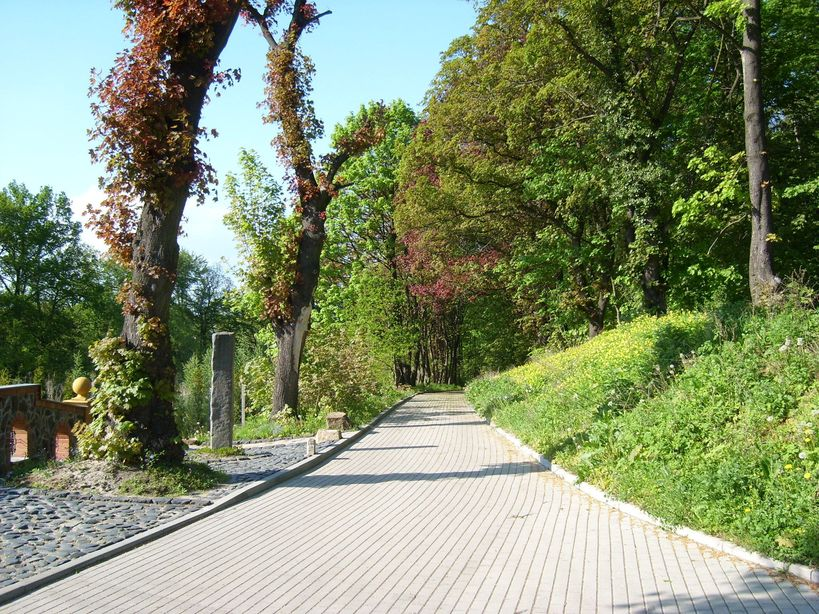
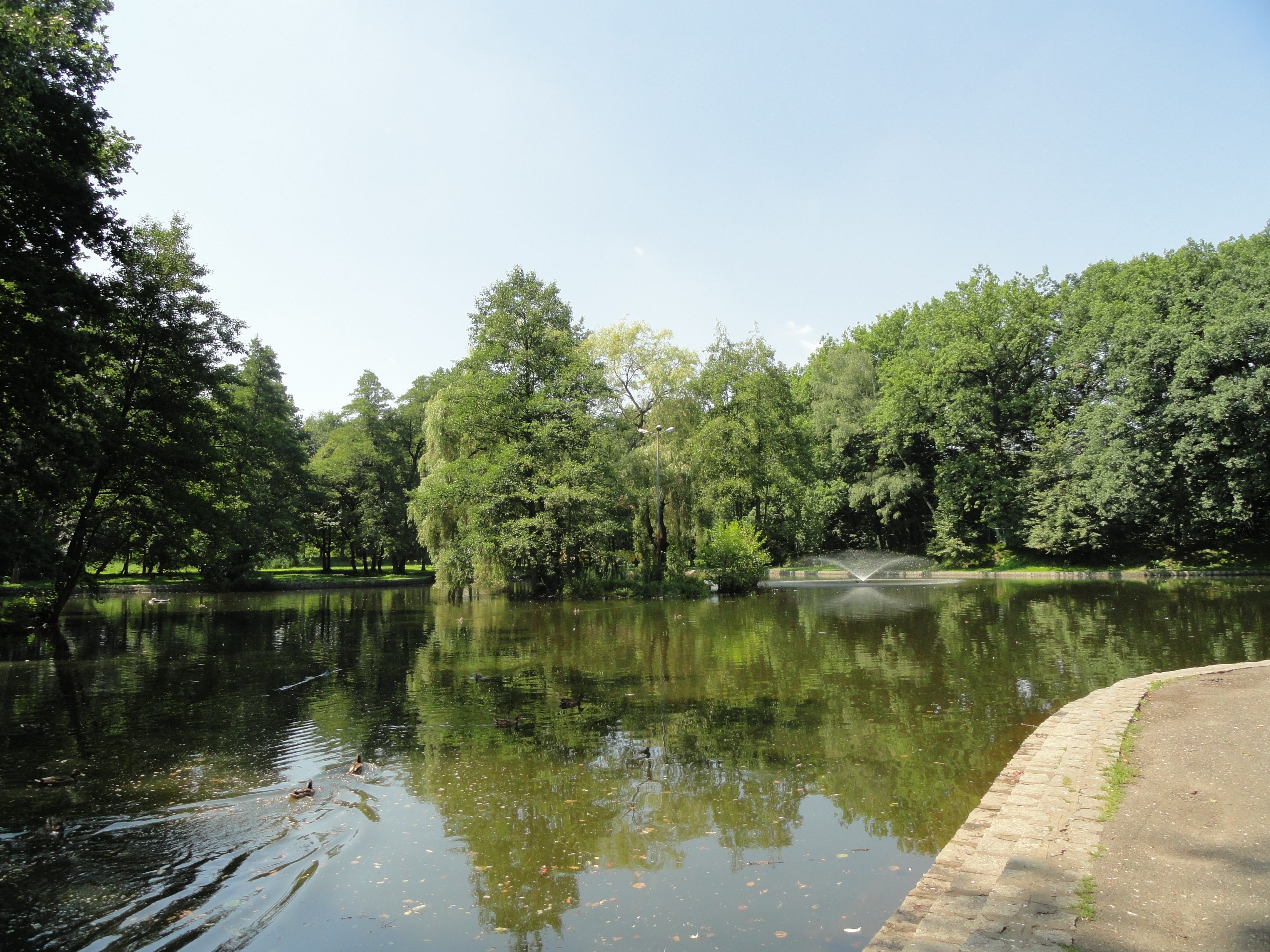
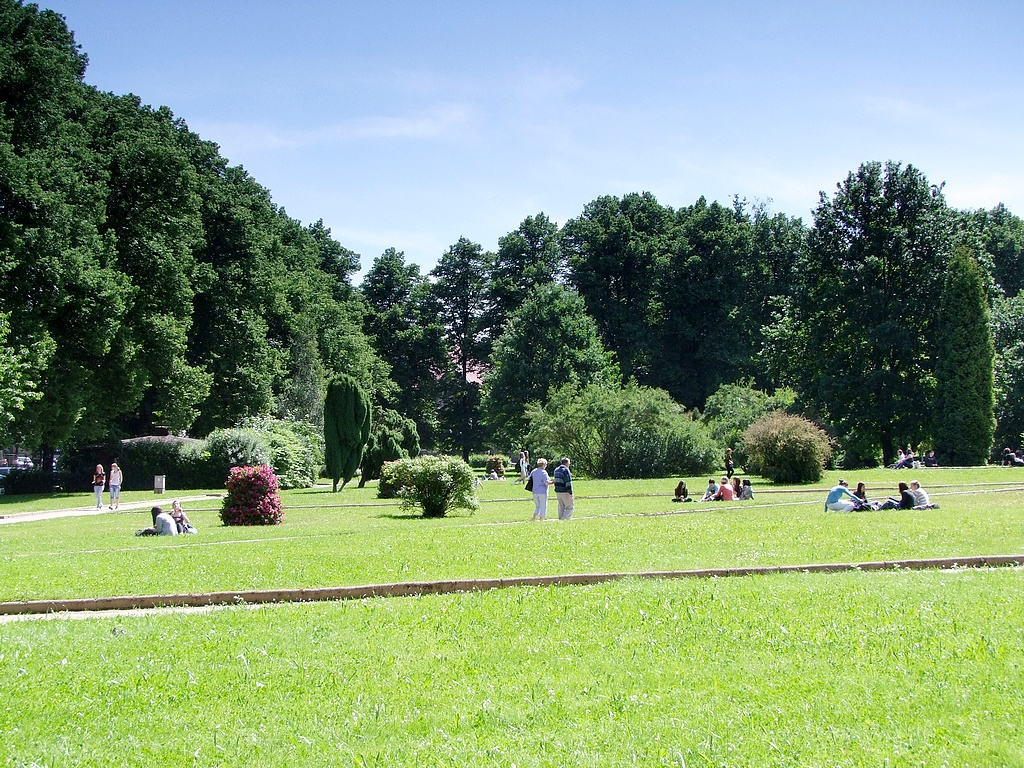
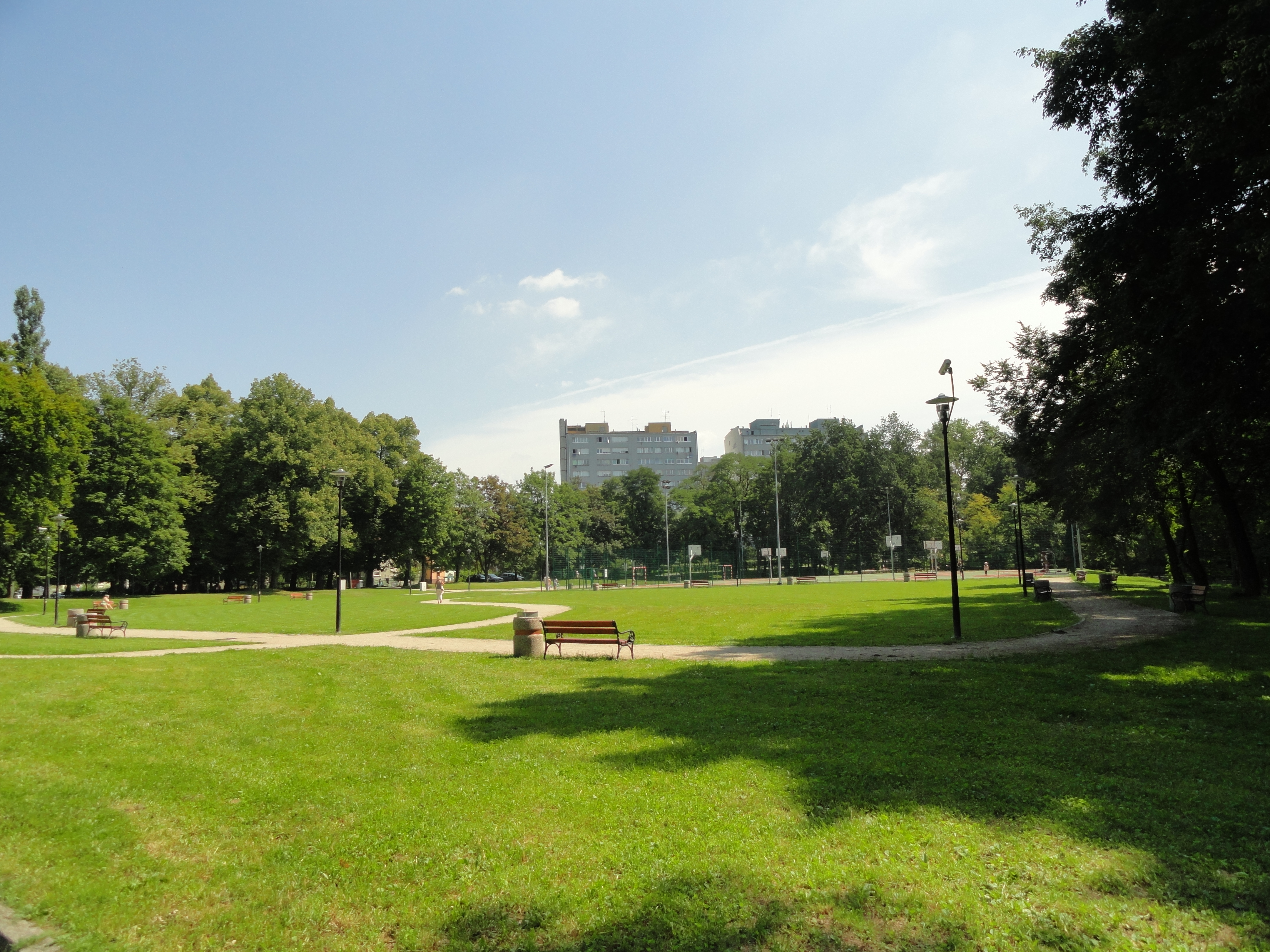